# Pluton
Il Pluton era un missile balistico nucleare a corto raggio (SRBM) tattico pre-strategico e ad unico stadio, usato per lungo tempo dall'esercito francese come alternativa al MGM-52 Lance statunitense. Fu sviluppato nei tardi anni '60, quando i disaccordi riguardo alla difesa con gli Stati Uniti ed altri Paesi della NATO portarono la Francia a concentrarsi sulla produzione di un proprio arsenale nucleare (Force de frappe). Il Pluton è stato sostituito dal più perfezionato Hadès.

## Caratteristiche
Il missile è lungo 7,6m, pesava 2.400 kg e viene trasportato su uno scafo modificato del carro AMX-30. Questo veicolo viene accompagnato da un convoglio comprendente computer, radar, veicoli di comando, ecc. Il controllo del fuoco viene affidato ad un camion GBC 8 KT Berliet 6x6. Erano disponibili testate da 15 e 25 kT, da scegliere in base al tipo di bersaglio e alla sua vicinanza al fronte. La gittata massima era superiore ai 150 km.
Il missile è entrato in servizio con l'esercito francese nel 1974 e sono stati costruiti 42 veicoli di lancio.

## Impiego
5 reggimenti del Nord della Francia sono stati equipaggiati con 8 lanciatori Pluton (6 operativi e 2 di riserva) ciascuno, per un totale di 40 lanciatori:
- 3e régiment d'artillerie a Mailly-le-Camp;
- 4e régiment d'artillerie a Laon:
- 15e régiment d'artillerie a Suippes;
- 32e régiment d'artillerie a Oberhoffen;
- 74erégiment d'artillerie a Belfort.
- 19erégiment d'artillerie, 2ème batterie a Draguignan (83), per la scuola di artiglieria, campi di manovra: Canjuers

Il progetto di una versione migliorata, Super-Pluton, è stato abbandonato in favore del progetto Force Hadès (Hadès), e i Pluton più vecchi sono stati gradualmente rimossi, fino al loro completo ritiro nel 1993.
La Force Hadès era l'insieme delle unità dell'Armée de terre incaricate dell'uso dei missili Pluton prima e poi Hadès; così come le Forces aériennes stratégiques lo sono per la componente aerea e la Force océanique stratégique per la componente sottomarina.